# Rousettus obliviosus
Rousettus obliviosus is een zoogdier uit de familie van de vleerhonden (Pteropodidae). De wetenschappelijke naam van de soort werd voor het eerst geldig gepubliceerd door Kock in 1978.

## Voorkomen
De soort komt voor op de Comoren.